# Grigore Vieru
Grigore Vieru (14. únor 1935, Pererîta – 18. leden 2009, Kišiněv) byl moldavský básník.
Vystudoval historii a filologii na Státní pedagogické univerzitě v Kišiněvě. Psal reflexívní lyriku, plnou panteistického opojení, která byla silně ovlivněna lidovou poezií. K nejznámějším sbírkám patří Fiindcă iubesc (Protože miluji) a Taina care mă apasă (Tajemství, jež mě tíží). Psal také verše pro děti, které prozrazovaly autorovu znalost dětské psychiky. Své verše psal rumunsky, čímž v časech začlenění Moldavska do Sovětského svazu vzdoroval rusifikačním snahám. V 70. letech napsal Malou ovečku, první slabikář v rumunštině v sovětském Moldavsku.
Po roce 1989 byl propagátorem znovuspojení Moldavska a Rumunska. Zemřel na následky automobilové nehody. V letech 1990–1994 byl poslancem Moldavského parlamentu (za Frontul Popular din Moldova, Lidovou frontu Moldavska). Moldavský prezident Vladimir Voronin vyhlásil v den Vierova úmrtí státní smutek.

## Vyznamenání
- Řád odznaku cti – Sovětský svaz, 28. října 1967
- Řád přátelství mezi národy – Sovětský svaz, 16. listopadu 1984
- Řád republiky – Moldavsko, 23. srpna 1996 – za velké úspěchy v oblasti literatury, za aktivní účast na společenském a kulturním životě v zemi a jako uznání jeho velkého přínosu k procesu národního obrození[2]
- velkokříž Řádu rumunské hvězdy in memoriam – Rumunsko, 2009[3]